# دابلیوآر ۱۰۴
دابلیوآر ۱۰۴ (انگلیسی: WR 104) یک سامانه ستاره‌ای سه‌تایی است که در فاصلهٔ ۷٬۵۰۰ سال نوری (۲٬۳۰۰ پارسک) از زمین قرار دارد. ستارهٔ اصلی یک ستاره ولف–رایه است که به اختصار دابلیوآر (WR) نامیده می‌شود و ستارهٔ رشته اصلی B0.5 در مدار نزدیک به آن و مقداری دورتر، یک ستارهٔ کم‌نورتر دارد.
این ستاره را یک سحابی ولف-رایهٔ متمایز احاطه کرده‌است که به آن سحابی فرفره‌ای گفته می‌شود. محور چرخشی این ستاره و دو ستارهٔ همراهش تقریباً به سمت کرهٔ زمین قرار گرفته. پیش‌بینی می‌گردد که ظرف صدها هزار سال آینده، این ستاره به ابرنواختر مبدل شده و با احتمال اندکی، یک انفجار پرتوی گاما طولانی‌مدت ایجاد کند.
در سال‌های اخیر، انفجار این ستاره و اثرات احتمالی مخرب آن بر روی حیات کرهٔ زمین مورد توجه رسانه‌های جمعی بوده‌است و چندین مقالهٔ مشهور از سال ۲۰۰۸ تا کنون درباره‌اش چاپ شده‌است. برخی مقالات احتمال اثرات مخرب این انفجار را رد کرده‌اند و برخی دیگر آنرا منتفی ندانسته‌اند. در حال حاضر، دانشمندان معتقدند که احتمال خطرِ این ستاره برای حیات کرهٔ زمین اندک است.